# جسر مرفأ أوكلاند

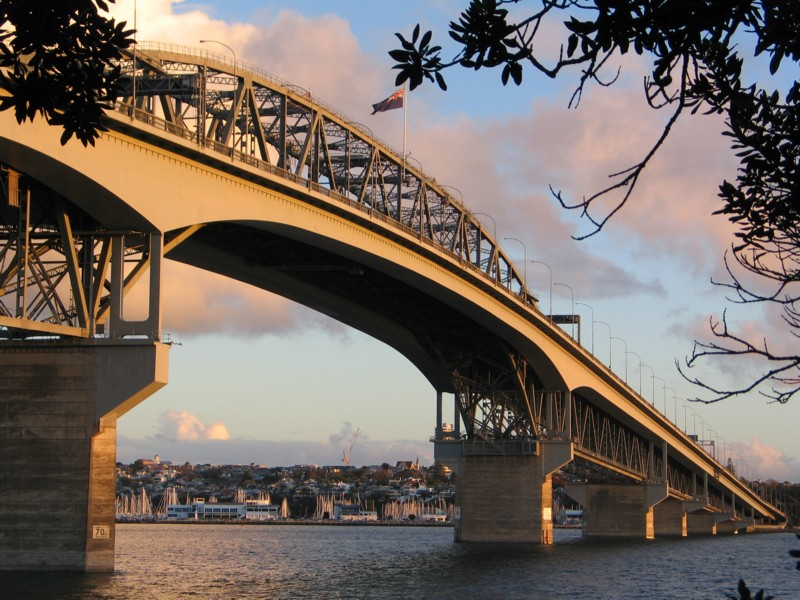
جسر مرفأ أوكلاند،.

جسر مرفأ أوكلاند، (بالإنجليزية: Auckland Harbour Bridge) هو جسر يقع في أوكلاند. ويُعتبر ثاني أطول جسر في نيوزيلندا، والأطول في الجزيرة الشمالية. يبلغ طوله 1,020 مترًا. بدأ بنائه عام 1954 وتم الانتهاء منه في أبريل 1959. وأفتتح رسميًا في 30 مايو 1959. يبلغ ارتفاعه 43 مترًا عن سطح البحر.